# Staffan Birkenfalk
Staffan Birkenfalk, född 13 maj 1955, är en svensk musiker (keyboardist) från Stockholm. Han var sångare och keyboard-spelare i det svenska rockbandet Strix Q från gruppens bildande 1977 fram till dess upplösning 1983. 
Han ackompanjerade mellan åren 1977 och 1989 Magnus Uggla på flera turnéer. Han är numera med i gruppen Good Clean Fun med bland andra Björn Nyström.